# Dryopteris katangaensis
Dryopteris katangaensis är en träjonväxtart som beskrevs av J. P. Roux. Dryopteris katangaensis ingår i släktet Dryopteris och familjen Dryopteridaceae. Inga underarter finns listade.